# Mirab Shewa
- Nil Bleu
- Guder
- Awash
- Omo
- Gibe

La zone Mirab Shewa ou Ouest Shewa (en oromo : Shawaa Dhihaa) est une zone administrative de la région Oromia en Éthiopie. La zone compte 2 058 676 habitants en 2007. Son chef-lieu est Ambo.

## Origine et nom
Créée lors de la réorganisation du pays en régions, en 1995, la zone Ouest Shewa reprend comme son nom l'indique la partie ouest de l'ancienne province du Choa (ou Shewa selon la graphie anglophone), notamment l'awraja Jebat et Mécha dont la capitale administrative était Ambo.
L'Atlas of the Ethiopian Rural Economy montre l'étendue initiale de la zone comprenant une vingtaine de woredas avant le transfert d'Amaya, Wonchi, Walisona Goro, Dawo, Elu, Becho, Kokir, Alem Gena, Tole et Kersana Kondaltiti dans la zone Sud-Ouest Shewa.
Les woredas restants font l'objet de plusieurs subdivisions avant le recensement national de 2007.
Walmara et Holeta Town seront transférés ultérieurement dans la zone spéciale Oromia-Finfinnee qui entoure Addis-Abeba.

## Woredas
Au recensement de 2007 et jusque dans les années 2010, la zone Ouest Shewa est composée de 20 woredas,, :
- Abuna Ginde Beret
- Adda Berga
- Ambo Town
- Ambo Zuria
- Bako Tibe
- Cheliya
- Dano
- Dendi
- Ejere
- Elfata
- Ginde Beret
- Holeta Town
- Jeldu
- Jibat
- Meta Robi
- Mida Kegn
- Nono
- Tikur Enchini
- Toke Kutaye
- Walmara

Au début des années 2020, après le transfert de Walmara et Holeta Town dans la zone spéciale Oromia-Finfinnee, une liste récente  mentionne cinq nouveaux woredas appelés Cobi, Ejersa Lafo, Illu Galan, Liban Jawi et Meta Walkite. La zone compte ainsi 23 woredas.

## Géographie
La zone Ouest Shewa est limitrophe de la région Amhara au nord et de la région des nations, nationalités et peuples du Sud sur une courte distance au sud-ouest. Elle est entourée dans la région Oromia par les zones Nord Shewa, Finfinnee, Sud-Ouest Shewa, Jimma, Est Welega et Horo Guduru Welega.
Bordé par la rivière Guder face à la zone Horo Guduru Welega, par le Nil Bleu face à la zone Misraq Godjam de la région Amhara et par la rivière Muger face à la zone Nord Shewa de la région Oromia, tout le nord de la zone Ouest Shewa fait partie du bassin versant du Nil Bleu. 
En revanche, la limite sud-est de la zone aux environs de Ginsi et Wolenkomi donne naissance à des affluents de l'Awash voire à l'Awash lui-même dont les sources se situeraient au pied du mont Warqe dans le woreda Dendi près de Ginsi[à vérifier].
Enfin, le sud-ouest de la zone, bordé par la rivière Gibe et ses affluents, fait partie du bassin versant de l'Omo.
La zone culmine à plus de 3 300 m au sud d'Ambo Zuria avec les caldeiras de Wonchi et Dendi.
La forêt de Chilimo qui s’étend sur 2 400 ha près de Ginsi est un reliquat de l’ancienne forêt sèche de la zone afromontane des hauts plateaux éthiopiens[réf. souhaitée].

## Démographie
D'après le recensement national réalisé par l'Agence centrale de la statistique d'Éthiopie en 2007 sur un périmètre comprenant encore Holeta Town et Walmara, la zone compte 2 058 676 habitants et 12 % de la population est urbaine.
La plupart des habitants (94 %) ont pour langue maternelle l'oromo, 5 % l'amharique et 0,3 % les langues gouragué.
La majorité des habitants (54 %) sont orthodoxes, 33 % sont  protestants, 10 % sont de religions traditionnelles africaines et 3 % sont musulmans.
Les principales agglomérations sont Ambo avec 48 171 habitants suivie par Holeta, Ginichi, Bako et Guder avec respectivement 23 296, 18 134, 16 445 et 14 742 habitants en 2007. Gedo, Kachise, Addis-Alem, Gojo, Ejaji et Inchini ont plus de 7 000 habitants à la même date.
| Woreda            | Population 2007 | Agglomérations en 2007,              |
| ----------------- | --------------- | ------------------------------------ |
| Abuna Ginde Beret | 109 275         | Beke Qelate                          |
| Adda Berga        | 120 654         | Inchini, Muger, Muger cement factory |
| Ambo Town         | 48 171          | Ambo                                 |
| Ambo Zuria        | 108 406         | Meti                                 |
| Bako Tibe         | 123 031         | Bako, Shoboka, Tibe                  |
| Cheliya           | 156 962         | Gedo, Ejaji, Babich                  |
| Dano              | 97 243          | Seyo                                 |
| Dendi             | 165 803         | Ginichi, Olonkomi, Ehud Gebeya       |
| Ejere             | 86 934          | Addis-Alem                           |
| Elfata            | 57 389          | Beke                                 |
| Ginde Beret       | 104 595         | Kachise                              |
| Holeta Town       | 25 593          | Holeta                               |
| Jeldu             | 202 716         | Gojo, Shekute, Chabi                 |
| Jibat             | 72 210          | Shenen                               |
| Meta Robi         | 140 627         | Sheno                                |
| Mida Kegn         | 79 580          | Balemi                               |
| Nono              | 84 248          | Silkamba                             |
| Tikur Enchini     | 71 417          | Enchini                              |
| Toke Kutaye       | 119 999         | Guder (en), Toke                     |
| Walmara           | 83 823          | Menagesha                            |

En 2022, la population est estimée sur le même périmètre à 3 042 005 personnes avec une densité de population de 206 personnes par km2 et 14 789 km2 de superficie.